# Улица Новая Слобода (Сестрорецк)
У́лица Но́вая Слобода́ — улица в городе Сестрорецке Курортного района Санкт-Петербурга. Проходит от Магазинной улицы до Петровской набережной.
Название появилось в четвёртой четверти XIX века в форме Новая Слобода. Этимология неизвестна. 10 июля 2001 года в его состав добавили статус «улица».